# Barathronus maculatus
Barathronus maculatus är en fiskart som beskrevs av Shcherbachev, 1976. Barathronus maculatus ingår i släktet Barathronus och familjen Aphyonidae. Inga underarter finns listade.